# Salicylan sodu
Salicylan sodu, C6H4(OH)COONa – organiczny związek chemiczny, sól sodowa kwasu salicylowego.
W warunkach standardowych jest to białe, krystaliczne ciało stałe. Dobrze rozpuszcza się w wodzie.
Salicylan sodu pełni rolę solubilizatora np. w połączeniu z kofeiną w preparacie Coffeini et Natrii salicylas.